# Get a Horse!
Get a Horse! ist ein US-amerikanischer animierter Kurzfilm von Lauren MacMullan aus dem Jahr 2013.

## Handlung
Micky Maus tritt am Morgen aus dem Haus, als er Rudi Ross sieht, der einen Heuwagen voller Musikanten zieht. Micky steigt auf und wenig später gesellen sich Minni Maus und Klarabella Kuh dazu. Die fröhliche Runde wird gestört, als plötzlich Kater Karlo in einem Auto erscheint. Er beginnt, gierig auf Minni zu blicken, und wird wütend, als der eifersüchtige Micky Minni durch Klarabella ersetzt. Kater Karlo packt Minni und rammt mit seinem Auto Rudis Heuwagen. Rudi und Micky werden an die Kinoleinwand geworfen und fallen zu Boden. Karlo, der dies sieht, packt beide und schleudert sie so lange gegen die Leinwand, bis Micky und Rudi durch ein Loch nach außen fallen. Dabei werden sie zu dreidimensionalen, farbigen Figuren. Micky versucht, zurück in die zweidimensionale Welt und zu Minni zu gelangen, doch macht sich Kater Karlo nur über ihn lustig und verschließt das Loch in der Leinwand.
Rudi Ross, der ins Publikum geschleudert wurde, erscheint kurz darauf in moderner Kleidung und mit einem Smartphone. Micky funktioniert ihn zu einem Flugzeug um und versucht aus der Luft, Kater Karlo zu beschießen, doch fährt der nur mit der schreienden Minni in seinem Wagen umher. Plötzlich klingelt das Smartphone und Micky hat eine Idee: Er ruft Kater Karlo an. Als der an sein altes Telefon geht, sprüht Rudi Ross mit einem Feuerlöscher ins Telefon und der aus seinem Telefon austretende Schaum behindert Kater Karlo während der Fahrt so sehr, dass er mit seinem Auto auf einem gefrorenen See landet und einbricht. Er zieht Minni unter Wasser, die um Hilfe ruft. Micky sticht ein Loch in die Leinwand und Kater Karlo, Minnie und die anderen werden aus der Schwarz-Weiß-Szenerie in den modernen Kinosaal gespült. Es folgt eine turbulente Verfolgungsjagd durch die Leinwandlöcher in die alte 2D- und neue 3D-Filmwelt, bis Kater Karlo Minnie erneut fassen und in der Schwarz-Weiß-Welt verschwinden kann. Zudem gelingt es ihm, eine neue Leinwand aufzuziehen und fest zu vernageln.
Micky und seine Freunde hängen sich aneinander und lassen sich an die Leinwand pendeln. Anstatt ein Loch zu erzeugen, klappen sie die Leinwand jedoch um. Kater Karlo und Minni fallen vom Boden in den Himmel. Micky dreht die Leinwand erneut und der Boden ist wieder unten. Kater Karlo schlägt auf dem Boden auf, während Minni ihr Kleid wie einen Fallschirm nutzen kann. Sie animiert Micky und seine Freunde dazu, die Leinwand erneut zu drehen. In der Folge drehen sie die Leinwand sowohl horizontal als auch vertikal, was eine Szenenwiederholung bedeutet: Kater Karlo wird unter anderem mehrfach von einer Mistgabel aufgespießt, landet auf einem Kaktus und wird unter seinem Auto begraben. Minni fährt den ko-geschlagenen Kater Karlo schließlich im Auto durch die Leinwand. Micky und Minni fallen sich in die Arme und ihre Freunde jubeln. Sie ziehen in ihrer alten Umgebung schließlich eine neue Leinwand hinunter und bleiben in der Schwarz-Weiß-Welt. Kater Karlo, der in der neuen Welt erwacht, versucht während des Abblenden der Szenerie noch in die alte Welt zu gelangen und steckt schließlich mit dem Kopf in der Irisblende fest. Ein Teil seiner Hose klappt hinunter und enthüllt die Worte „The End“.

## Produktion
Die Arbeiten an Get a Horse! begann Ende 2011 bzw. Anfang 2012 und dauerten 18 Monate. Rich Moore schlug Lauren McMullan, die zu dem Zeitpunkt noch an Ralph reichts arbeitete, vor, einen Micky-Maus-Film zu realisieren. McMullan entwickelte die Idee, einen Teil der Geschichte im Stil der alten Micky-Maus-Filme zu halten. Sie selbst nannte dies einen Animationsstil, den sie besonders mag und in dem sie auch selbst zu animieren begonnen hatte. Der Film entstand als Mix aus 2D- und 3D-Computeranimation, wobei Eric Goldberg und Adam Green als Leiter der 2D- und 3D-Computeranimation fungierten.
Die Idee, Micky Maus von Walt Disney synchronisieren zu lassen, hatte das Team erst im Verlauf der Arbeit am Film, so war ursprünglich nur geplant, einen Aufschrei Mickys aus Steamboat Willie in den Film zu integrieren. John Lasseter, der mit Michele Mazzano als ausführender Produzent des Films fungierte, war von der Idee der Gesamtsynchronisation sehr angetan. In der Folge wurde das Drehbuch umgeschrieben, um vorhandene Dialogzeilen aus alten Micky-Maus-Filmen in Get a Horse! integrieren zu können. Das größte Problem war dabei Mickys Ausruf „Red?!“, als er zum ersten Mal in die moderne Welt fällt und auf seine rote Hose blickt. Da frühe Micky-Maus-Filme in Schwarz-Weiß gedreht waren, spielten Farben in den Dialogen keine Rolle; zum letzten Mal synchronisierte Disney Micky im Jahr 1946/47. Das Wort musste daher phonemweise aus Filmen zusammengeschnitten werden, was rund zwei Wochen in Anspruch nahm. Neben Walt Disney wurden auch Originaldialoge von Billy Bletcher (Kater Karlo) und Marcellite Garner (Minni Maus) in den Film aufgenommen. Karlo wird zudem von Will Ryan und Minni von Russi Taylor synchronisiert. Oswald der lustige Hase hat im Film einen Cameo-Auftritt und ist damit erstmals seit dem letzten Film aus dem Jahr 1943 wieder auf der Leinwand zu sehen.
Die Walt Disney Studios deuteten bereits im April 2013 indirekt an, dass es sich bei dem auf dem Festival d’Animation Annecy im Juni erstaufgeführten Film um einen wiederentdeckten und bisher unveröffentlichten Micky-Maus-Film aus den 1920er-Jahren handeln wird. Sie deuteten an, dass es ein Film sei, der noch nie zuvor gezeigt wurde („never-before-seen“) und in dem Micky Maus zudem von Walt Disney synchronisiert werde. Kritiker griffen die Andeutungen auf und spekulierten über die Premiere eines alten Originalfilms. Auf der Premierenveranstaltung in Annecy am 11. Juni 2013 ging Disney spontan noch weiter: Die Produzentin des Films Dorothy McKim und Animator Eric Goldberg gaben einen kurzen Überblick über die Geschichte von Micky Maus und zeigten die Filme Steamboat Willie und Plane Crazy. Anschließend erschien Lauren MacMullan auf der Bühne und wurde als Leiterin der Restaurierungsabteilung bei Disney vorgestellt. Sie beschrieb, wie sie vor 18 Monaten bei einem Sammler altes Micky-Filmmaterial gefunden habe, das auf das Jahr 1928 datiert werden könne. Der in Annecy gezeigte Film sei eine restaurierte Version des Materials. Erst nach Ende der Vorführung wurden die tatsächlichen Hintergründe der Entstehung des Films erläutert. Ähnlich ging Lauren McMullan bei der zweiten Präsentation des Films am 9. August auf der D23 Expo in Anaheim vor, wo sie sich als Labortechnikerin bei Disney vorstellte.
Get a Horse! lief ab 27. November 2013 als Vorfilm zu Disneys Die Eiskönigin – Völlig unverfroren in US-amerikanischen Kinos und am Folgetag auch in den deutschen Kinos an. Es war nach Micky Monster Maus aus dem Jahr 1995 der erste Micky-Maus-Film, der in den Kinos gezeigt wurde.

## Synchronisation
| Rolle       | Originalsprecher               | Deutsche Sprecher    |
| ----------- | ------------------------------ | -------------------- |
| Micky Maus  | Walt Disney                    | Mario von Jascheroff |
| Minnie Maus | Marcellite Garner Russi Taylor | Diana Borgwardt      |
| Kater Karlo | Billy Bletcher Will Ryan       | Tilo Schmitz         |

## Auszeichnungen
Im Jahr 2013 wurde Get a Horse! von der San Diego Film Critics Society für einen SDFCS Award als Bester animierter Film nominiert. Der Film erhielt 2014 eine Nominierung für einen Annie Award als Bester animierter Kurzfilm und wurde außerdem für einen Oscar in der Kategorie Bester animierter Kurzfilm nominiert.